# Beilicat de Dilmaç
El beilicat de Dilmaç (Dimleç o Demleç) fou un beilicat de l'Anatòlia Oriental (part de la moderna Turquia) fundat al segle xi.
Després de la batalla de Mantziciert en 1071, les victorioses tribus oghuz liderades per guerrers ghazi començaren a assentar-se a Anatòlia. Un d'aquests guerrers fou Dilmaç oğlu Mehmet (fill de Dilmaç). Després que l'Imperi Seljúcida conquerís la ciutat de Bitlis, aquesta li fou lliurada a Mehmet com una iqtà i.e., propietat no hereditària, en 1085. Després de conquerir la rodalia de la ciutat d'Erzen (ara un llogaret), Mehmet moria en 1104. Durant el regnat del seu fill Togan Aslan, el beilicat no era més que un vassall del Gran Imperi Seljúcida. En els primers anys del seu regnat, Togan Aslan acceptà la suzerania dels ortúkides i, conjuntament amb aquests, participà en diverses operacions militars contra els croats, la més important de les quals fou la Batalla de l'Ager Sanguinis en 1119, on Roger de Salerno va perdre la vida. Després d'assegurar la independència, també va haver de lluitar contra altres beilicats turcs com els Sökmenli i antics suzeranis ortúquides per defensar Bitlis dels seus atacs. Després de la mort de Togan (1134 ?) els seus successors lluitaren contra Geòrgia i els danixmendites. Quan els petits principats van ser reemplaçats per poders més poderosos, el beilicat va haver d'acceptar la suzerania dels aiúbides, anuixtingínides, il-khànides, i Tamerlà. Després del retorn de Tamerlà, els turcmans Aq Qoyunlu capturaren tot el seu terrotori, probablement pels volts del 1410.